# Robinson Crusoe (1927)
Robinson Crusoe ist eine britische Literaturverfilmung von M.A. Wetherell aus dem Jahr 1927. Sie basiert auf dem gleichnamigen Roman von Daniel Defoe. Es ist die erste Adaption dieses literarischen Themas. Im Vereinigten Königreich kam der Film im Mai 1927 in die Kinos.

## Handlung
Nach einem Sturm in der Karibik kann sich der Seefahrer Robinson Crusoe alleine auf eine einsame Insel retten. Er ist der einzige Überlebende einer Segelschiff-Besatzung und kann einige Vorräte und Waffen aus dem Wrack bergen. Er richtet sich mit seinem Hund auf der Insel ein und lebt von Kokosnüssen und Fischen. Nach langer Zeit alleine bemerkt er Rauch weit entfernt auf der Insel. Beim Untersuchen bemerkt er einen Kannibalen-Stamm. Ein junger Gefangener kann flüchten, und Crusoe kann mit Gewehrschüssen die Verfolger vertreiben. Er nennt den jungen Mann „Freitag“, der von nun an seinen Freund darstellt. Nach längerer Zeit kommt eine britische Bootsbesatzung mit Gefangenen nach einer Meuterei auf der Insel an. Crusoe befreit die Gefangenen, da er sich mit diesen eine Überfahrt in seine Heimat erhofft. Bewaffnet können die Gefangenen das Schiff zurückerobern und Crusoe kann zu seiner Frau Sophie zurückkehren.

## Rezeption
Der Autor Paul Drogla sieht in seinem Buch Vom Fressen und Gefressenwerden – Filmische Rezeption und Re-Inszenierung des wilden Kannibalen die überzeichneten Wilden-Figuren. So entspreche die Figur „Freitag“ eher einem rassistischen Klischee als dem „edlen Wilden“.